# جنی اسکفلان
جنی اسکفلان (انگلیسی: Jenny Skavlan؛ زادهٔ ۳ ژوئن ۱۹۸۶) مدل، هنرپیشه، پدیدآور، مجری تلویزیون اهل نروژ است.
از فیلم‌ها یا برنامه‌های تلویزیونی که وی در آن نقش داشته‌است می‌توان به برف مرده اشاره کرد.